# Лав, Кевин
Ке́вин Уэ́сли Лав (англ. Kevin Wesley Love; род. 7 сентября 1988 года, Санта-Моника, штат Калифорния) — американский профессиональный баскетболист, выступающий за команду Национальной баскетбольной ассоциации «Майами Хит». Был выбран 5-м номером на драфте НБА 2008 года командой «Мемфис Гриззлис». В составе сборной США стал чемпионом мира по баскетболу в 2010 году и олимпийским чемпионом в 2012 году. В сезоне 2010/11 стал первым баскетболистом в истории НБА после её объединения с АБА, который набрал 53 дабл-дабла подряд.

## Ранние годы
Кевин Лав родился в Санта-Монике в семье Карен и бывшего баскетболиста НБА Стэна Лава. Кевин является племянником вокалиста The Beach Boys Майка Лава. Год спустя семья Лав переехала в Лейк Освиго штат Орегон. Стэн Лав передал свой интерес к баскетболу, показывая Кевину видео о противостоянии «Лейкерс» и «Селтикс». Дополнительно Лав изучал видео об игре центровых Уэса Анселда и Билла Уолтона, а также других игроков: Хакима Оладжьювона, Дэвида Робинсона, Чарльза Баркли и Майкла Джордана.

## Студенческая карьера
Кевин Лав выступал за УКЛА один год. В сезоне 2007/08 он сыграл 39 матчей. В них Кевин Лав проводил в среднем на площадке 29,6 минуты, набирал в среднем 17,5 очков, делал в среднем 10,6 подборов, а также в среднем 0,7 перехватов и 1,4 блок-шота, допускал в среднем 2,0 потери, отдавал в 1,9 передачи, получал в среднем 1,9 персональных замечания.

## Карьера в НБА

### Первые годы в НБА
Кевин Лав был выбран пятым номером на драфте НБА 2008 года «Мемфис Гриззлис» В тот же день он был обменян в «Миннесота Тимбервулвз», вместе с Майком Миллером, Брайаном Кардиналом и Джейсоном Коллинзом на другого новичка, О Джей Мэйо (3-й пик) вместе с Марко Яричем, Антуаном Уокером и Грегом Бакнером.
В дебютном сезоне 2008/09 Кевин Лав стал девятым в лиге по числу подборов (первым среди новичков), и третьим по числу подборов в нападении. Также Лав с 29 дабл-даблами занял первое место среди новичков, и стал одним из ценных новичков в истории Миннесоты. Он по результатам голосования занял шестое место в номинации Новичок года НБА.
Начало сезона 2009/10 сложилось для Кевина Лава неудачно. В предсезонном матче он сломал кость левой руки и пропустил первые восемнадцать игр своей команды. В рамках матча всех звёзд 12 февраля 2010 года принимал участие в качестве запасного на матче новичков против второгодок, набрал 12 очков и сделал 6 подборов за 18 минут.

### Сезон 2010/11
13 ноября 2010 года в матче против «Нью-Йорк Никс» Кевин Лав сделал дабл-дабл: 31 очко и 31 подбор. Этот случай стал первым с 1982 года, когда Мозес Мэлоун набрал 30 очков и забрал 30 подборов. В итоге «Миннесота Тимбервулвз» победила «Нью-Йорк» (112:103), а сам Кевин установил свои рекорды по результативности и подборам.
18 декабря 2010 года в матче против «Денвер Наггетс» Кевин Лав сделал очередной дабл-дабл в сезоне: 43 очка и 17 подборов. В итоге «Миннесота Тимбервулвз» проиграла «Денверу» в гостях (113:115), а сам Кевин переписал свой рекорд по результативности.
5 февраля 2011 года стало известно решение комиссара НБА Дэвида Стерна о том, что Кевин Лав заменит Яо Мина в Матче всех звёзд.
9 февраля 2011 года Кевин Лав в гостевой игре против «Хьюстона» сделал 38-й дабл-дабл в сезоне подряд (20 очков и 14 подборов). В итоге «Тимбервулвз» победил «Рокетс» (112:108), а Кевин обновил рекорд клуба, принадлежащий Кевину Гарнетту.
3 марта 2011 года Кевин Лав в матче против «Детройт Пистонс» сделал 48-й дабл-дабл в сезоне подряд (20 очков и 20 подборов). В итоге «Тимбервулвз» победил «Пистонс» (116:105).
8 марта 2011 года Кевин Лав в домашнем матче против Даллас Маверикс сделал 51-й дабл-дабл в сезоне подряд (23 очков и 17 подборов), тем самым достиг рекордные показатели Мозеса Мэлоуна. В итоге «Тимбервулвз» проиграл «Маверикс» (105:108). В следующим домашнем матче против «Индианы Пэйсерс» набрал рекордный 52 дабл-дабл (16 очков и 21 подбор), что помогло выиграть «Индиану».
Рекордная серия Кевина Лава прервалась 14 марта 2011 года в гостевом матче против «Голден Стэйт Уорриорз», где он набрал 6 очков и сделал 12 подборов. Кевин остановился на рекорде 53 дабл-дабл подряд в одном сезоне.
По итогам регулярного сезона стал лучшим игроком НБА, который боролся за отскоки мяча, с показателем 15,2 подбора в среднем за игру.

### Сезон 2011/12
Кевин повторил достижение Абдул-Джаббара 1975 года, набирая не менее 20 очков и делая не менее 12 подборов в первых шести матчах сезона. В январе 2012 года Кевин Лав впервые в своей карьере набирал не менее 30 очков в трёх играх подряд. Он начал сезон сразу с рекордных 13 дабл-даблов и стал первым игроком, который повторил достижение Хакима Оладжьювона начала сезона 1992-93.

### Сезон 2014/15
Руководство Миннесоты обменяло Кевина на двух новичков Кливленда Эндрю Уиггинса и Энтони Беннетта. В межсезонье к Кливленду также присоединился Леброн Джеймс, а новым тренером Кливленда стал Дэвид Блатт. Вскоре заговорили о новом трио в Кливленде «Кайри Ирвинг, Леброн Джеймс и Кевин Лав».

### Майами Хит (2023—настоящее время)
18 февраля 2023 года Лав и «Кавальерс» официально договорились о выкупе контракта игрока. После этого «Кавальерс» объявили, что в будущем выведут из обращения номер 0, под которым он выступал за клуб. 20 февраля 2023 года Лав подписал контракт с «Майами Хит».
6 июля 2023 года Лав подписал новый контракт с «Хит». 6 июля 2024 года он вновь подписал контракт с «Майами».

## Карьера в сборной США
На чемпионате мира 2010 года Кевин Лав сыграл все 9 матчей. В них он проводил в среднем на площадке 8,7 минуты, набирал в среднем 5,7 очков, делал в среднем 4,9 подборов, а также в среднем 0,3 перехватов и 0,1 блок-шот, допускал в среднем 0,8 потери, отдавал в 0,8 передач, получал в среднем 0,9 персональных замечания.
16 января 2012 года стало известно, что Кевин входит в число 20 кандидатов на поездку на Олимпийские игры 2012. В итоге, он был включен в заявку американской сборной и стал олимпийским чемпионом Лондона.
26 июля 2014 года стало известно, что Кевин Лав попросил не вызывать его в состав в сборной США на чемпионат мира 2014 в связи с нерешаемыми переговорами об обмене игрока между «Миннесотой» и другими командами НБА.

## Личные рекорды
- 24 ноября 2016 года в игре против «Портленда» Кевин Лав установил рекорд НБА по количеству очков, набранных одним игроком за первую четверть (34 очка)[37].

## Статистика

### Статистика в НБА
| Сезон                                                                                    | Команда   | Регулярный сезон | Регулярный сезон | Регулярный сезон | Регулярный сезон | Регулярный сезон | Регулярный сезон | Регулярный сезон | Регулярный сезон | Регулярный сезон | Регулярный сезон | Регулярный сезон | Серия плей-офф | Серия плей-офф | Серия плей-офф | Серия плей-офф | Серия плей-офф | Серия плей-офф | Серия плей-офф | Серия плей-офф | Серия плей-офф | Серия плей-офф | Серия плей-офф |
| Сезон                                                                                    | Команда   | GP               | GS               | MPG              | FG%              | 3P%              | FT%              | RPG              | APG              | SPG              | BPG              | PPG              | GP             | GS             | MPG            | FG%            | 3P%            | FT%            | RPG            | APG            | SPG            | BPG            | PPG            |
| ---------------------------------------------------------------------------------------- | --------- | ---------------- | ---------------- | ---------------- | ---------------- | ---------------- | ---------------- | ---------------- | ---------------- | ---------------- | ---------------- | ---------------- | -------------- | -------------- | -------------- | -------------- | -------------- | -------------- | -------------- | -------------- | -------------- | -------------- | -------------- |
| 2008/09                                                                                  | Миннесота | 81               | 37               | 25,3             | 45,9             | 10,5             | 78,9             | 9,1              | 1,0              | 0,4              | 0,6              | 11,1             | Не участвовал  | Не участвовал  | Не участвовал  | Не участвовал  | Не участвовал  | Не участвовал  | Не участвовал  | Не участвовал  | Не участвовал  | Не участвовал  | Не участвовал  |
| 2009/10                                                                                  | Миннесота | 60               | 22               | 28,6             | 45,0             | 33,0             | 81,5             | 11,0             | 2,3              | 0,7              | 0,4              | 14,0             | Не участвовал  | Не участвовал  | Не участвовал  | Не участвовал  | Не участвовал  | Не участвовал  | Не участвовал  | Не участвовал  | Не участвовал  | Не участвовал  | Не участвовал  |
| 2010/11                                                                                  | Миннесота | 73               | 73               | 35,8             | 47,0             | 41,7             | 85,0             | 15,2             | 2,5              | 0,6              | 0,4              | 20,2             | Не участвовал  | Не участвовал  | Не участвовал  | Не участвовал  | Не участвовал  | Не участвовал  | Не участвовал  | Не участвовал  | Не участвовал  | Не участвовал  | Не участвовал  |
| 2011/12                                                                                  | Миннесота | 55               | 55               | 39,0             | 44,8             | 37,2             | 82,4             | 13,3             | 2,0              | 0,9              | 0,5              | 26,0             | Не участвовал  | Не участвовал  | Не участвовал  | Не участвовал  | Не участвовал  | Не участвовал  | Не участвовал  | Не участвовал  | Не участвовал  | Не участвовал  | Не участвовал  |
| 2012/13                                                                                  | Миннесота | 18               | 18               | 34,3             | 35,2             | 21,7             | 70,4             | 14,0             | 2,3              | 0,7              | 0,5              | 18,3             | Не участвовал  | Не участвовал  | Не участвовал  | Не участвовал  | Не участвовал  | Не участвовал  | Не участвовал  | Не участвовал  | Не участвовал  | Не участвовал  | Не участвовал  |
| 2013/14                                                                                  | Миннесота | 77               | 77               | 36,3             | 45,7             | 37,6             | 82,1             | 12,5             | 4,4              | 0,8              | 0,5              | 26,1             | Не участвовал  | Не участвовал  | Не участвовал  | Не участвовал  | Не участвовал  | Не участвовал  | Не участвовал  | Не участвовал  | Не участвовал  | Не участвовал  | Не участвовал  |
| 2014/15                                                                                  | Кливленд  | 75               | 75               | 33,8             | 43,4             | 36,7             | 80,4             | 9,7              | 2,2              | 0,7              | 0,5              | 16,4             | 4              | 4              | 26,7           | 41,5           | 42,9           | 73,7           | 7,0            | 2,5            | 0,3            | 0,5            | 14,3           |
| 2015/16                                                                                  | Кливленд  | 77               | 77               | 31,5             | 41,9             | 36,0             | 82,2             | 9,9              | 2,4              | 0,8              | 0,5              | 16,0             | 20             | 19             | 30,6           | 38,5           | 41,4           | 84,0           | 8,8            | 2,1            | 0,5            | 0,4            | 14,7           |
| 2016/17                                                                                  | Кливленд  | 60               | 60               | 31,4             | 42,7             | 37,3             | 87,1             | 11,1             | 1,9              | 0,9              | 0,4              | 19,0             | 18             | 18             | 32,1           | 43,6           | 45,0           | 84,0           | 10,6           | 1,7            | 1,2            | 0,9            | 16,8           |
| 2017/18                                                                                  | Кливленд  | 59               | 59               | 28,0             | 45,8             | 41,5             | 88,0             | 9,3              | 1,7              | 0,7              | 0,4              | 17,6             | 21             | 21             | 31,5           | 39,2           | 34,0           | 92,2           | 10,2           | 1,6            | 0,7            | 0,4            | 14,9           |
| 2018/19                                                                                  | Кливленд  | 22               | 21               | 27,2             | 38,5             | 36,1             | 90,4             | 10,9             | 2,2              | 0,3              | 0,2              | 17,0             | Не участвовал  | Не участвовал  | Не участвовал  | Не участвовал  | Не участвовал  | Не участвовал  | Не участвовал  | Не участвовал  | Не участвовал  | Не участвовал  | Не участвовал  |
| 2019/20                                                                                  | Кливленд  | 56               | 56               | 31,8             | 45,0             | 37,4             | 85,4             | 9,8              | 3,2              | 0,6              | 0,3              | 17,6             | Не участвовал  | Не участвовал  | Не участвовал  | Не участвовал  | Не участвовал  | Не участвовал  | Не участвовал  | Не участвовал  | Не участвовал  | Не участвовал  | Не участвовал  |
| 2020/21                                                                                  | Кливленд  | 25               | 25               | 24,9             | 40,9             | 36,5             | 82,4             | 7,4              | 2,5              | 0,6              | 0,1              | 12,2             | Не участвовал  | Не участвовал  | Не участвовал  | Не участвовал  | Не участвовал  | Не участвовал  | Не участвовал  | Не участвовал  | Не участвовал  | Не участвовал  | Не участвовал  |
| 2021/22                                                                                  | Кливленд  | 74               | 4                | 22,5             | 43,0             | 39,2             | 83,8             | 7,2              | 2,2              | 0,4              | 0,2              | 13,6             | Не участвовал  | Не участвовал  | Не участвовал  | Не участвовал  | Не участвовал  | Не участвовал  | Не участвовал  | Не участвовал  | Не участвовал  | Не участвовал  | Не участвовал  |
| 2022/23                                                                                  | Кливленд  | 41               | 3                | 20,0             | 38,9             | 35,4             | 88,9             | 6,8              | 1,9              | 0,2              | 0,2              | 8,5              | Не участвовал  | Не участвовал  | Не участвовал  | Не участвовал  | Не участвовал  | Не участвовал  | Не участвовал  | Не участвовал  | Не участвовал  | Не участвовал  | Не участвовал  |
| 2022/23                                                                                  | Майами    | 21               | 17               | 19,9             | 38,8             | 29,7             | 85,7             | 5,7              | 1,9              | 0,4              | 0,2              | 7,7              | 20             | 18             | 17,9           | 37,8           | 37,5           | 87,5           | 5,6            | 1,2            | 0,5            | 0,4            | 6,9            |
| 2023/24                                                                                  | Майами    | 55               | 5                | 16,8             | 44,0             | 34,4             | 78,7             | 6,1              | 2,1              | 0,3              | 0,2              | 8,8              | 5              | 0              | 6,4            | 44,4           | 25,0           | -              | 2,8            | 0,8            | 0,0            | 0,0            | 1,8            |
|                                                                                          | Всего     | 929              | 684              | 29,3             | 43,9             | 36,9             | 82,9             | 10,1             | 2,3              | 0,6              | 0,4              | 16,5             | 88             | 80             | 26,7           | 40,0           | 39,7           | 85,5           | 8,3            | 1,6            | 0,6            | 0,5            | 12,6           |
| Наведите курсор мыши на аббревиатуры в заголовке таблицы, чтобы прочесть их расшифровку. |           |                  |                  |                  |                  |                  |                  |                  |                  |                  |                  |                  |                |                |                |                |                |                |                |                |                |                |                |

### Статистика в NCAA
| Сезон | Команда | Conf   | Class | GP | GS | MPG  | FG%  | 3P%  | FT%  | RPG  | APG | SPG | BPG | PPG  |
| --- | ------- | ------ | ----- | -- | -- | ---- | ---- | ---- | ---- | ---- | --- | --- | --- | ---- |
| 2007/08 | УКЛА    | Pac-10 | FR    | 39 | 38 | 29,6 | 55,9 | 35,4 | 76,7 | 10,6 | 1,9 | 0,7 | 1,4 | 17,5 |
| Всего | Всего   | Всего  | Всего | 39 | 38 | 29,6 | 55,9 | 35,4 | 76,7 | 10,6 | 1,9 | 0,7 | 1,4 | 17,5 |
| Наведите курсор мыши на аббревиатуры в заголовке таблицы, чтобы прочесть их расшифровку Статистика приведена с сайта sports-reference.com |         |        |       |    |    |      |      |      |      |      |     |     |     |      |

## Достижения
- McDonald’s All American (2007)
- NCAA AP All-America First Team (2008)
- Вторая сборную новичков НБА сезон 2008/09[38].
- Чемпион мира: 2010
- Самый прогрессирующий игрок НБА сезон 2010/11[39]
- Сборная всех звёзд НБА сезон 2011/12[40]
- Олимпийский чемпион: 2012